# Lascaris
Pour les articles homonymes, voir Lascaris (homonymie).
La famille des Lascaris, Laskaris ou Lascarides (en grec, masculin : Λάσκαρης ; féminin : Λασκαρίνα) appartenait à la noblesse grecque byzantine ; elle a régné sur l'empire de Nicée de 1204 à 1258, date à laquelle elle a été remplacée par les Paléologue lors de la reconquête de Constantinople. Elle est demeurée l'une des familles importantes de l'Empire byzantin jusqu'à sa chute le 29 mai 1453. La famille s'éparpilla alors un peu partout en Europe ; une de ses branches s'établit à la frontière entre la France et l'Italie actuelle. D'après Georges Pachymère, on les appelait également Tzamantouros (Τζαμάντουρος).

## Étymologie
On a proposé diverses hypothèses sur l'origine du nom. Selon le Oxford Dictionary of Byzantium, l'étymologie la plus probable dériverait du perse asgari (persan : عسگری) qui signifie guerrier, soldat, d’où est aussi issu le mot « lascar » en français. Des spécialistes grecs soutiennent toutefois que le nom viendrait plutôt de δάσκαρης (dáskarês), une variante cappadocienne du mot « enseignant ».

## Les Lascaris et l'empire de Nicée

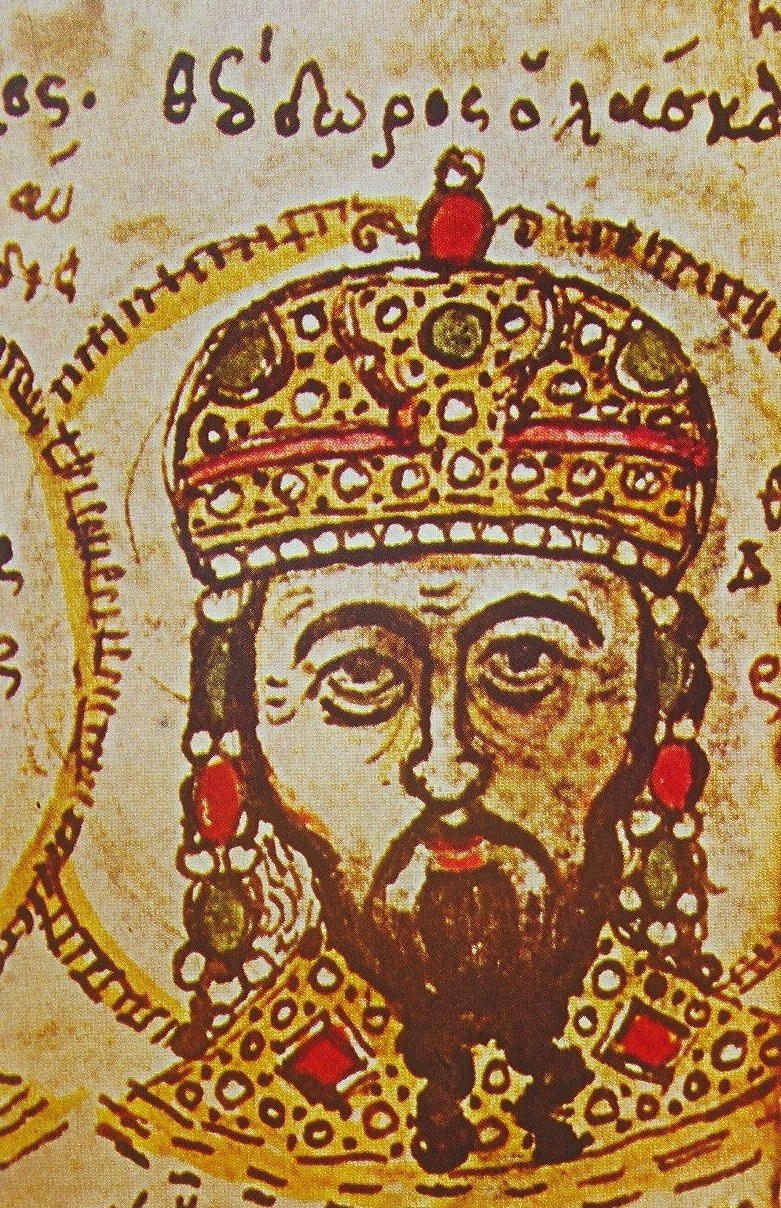
Théodore Ier Laskaris, fondateur de l'empire de Nicée et de la dynastie des Lascaris

Ce nom se retrouve pour la première fois dans le testament d'Eustathios Boilas en date de 1059. Les gens mentionnés dans ce document étaient de simples paysans.
Toutefois, dans son ouvrage The Byzantine Hellene (2019), Dimiter Angelov (Dumbarton Oaks, université Harvard) avance que la famille Lascaris descend très certainement du patrice Artasir Laskaris, identifié sur un sceau trouvé à Klicevac, sur le Danube (édité en 1990 par L. Maksimovic et M. Popovic) dans les termes : Artaseiras, fils du frère de Phaltoum, prince du pays des kantzakènes donné en otage à Byzance en 1055.
Cet otage définitivement établi à Byzance, patrice et général, serait dans cet ordre d'idée fils d'Ali Laskar II, ou Lashkari Ali ben Musa, gouverneur de Gandja, de la dynastie Kurde des Cheddadides.
Cette hypothèse s'accorde avec l'étymologie perse du nom Laskar et explique mieux l'insertion de cette famille dans les milieux aristocratiques.
On retrouve le nom à Thessalonique en 1180 où Michel Laskaris était un citoyen important ainsi qu’en 1246 lorsqu’un autre Michel Laskaris fut accusé de conspiration contre Demetrios Angelos Doukas. On ignore cependant s’il y a un lien entre ces personnes et Théodore Ier Lascaris, fondateur de la dynastie.
Les premiers Laskaris à atteindre la notoriété publique furent les frères Constantin et Théodore, fils de Manuel « Manolis » Laskaris et de Ioanna Phokaina Karatzaina (Ιωάννα Θώκαινα Καράτςαινα), dans les dernières années de la dynastie des Anges lorsque Théodore épousa Anna Comnène Angelina, la fille d’Alexis III l’Ange. Il semble que Constantin ait été considéré comme un candidat au trône peu avant le sac de Constantinople par les croisés. Mais les deux frères préférèrent quitter Constantinople afin de conduire la résistance contre les Latins à partir de l’Asie mineure. Théodore y fonda l’empire de Nicée qui devait progressivement s’imposer comme le véritable successeur de l’Empire byzantin.
À sa mort, Théodore Ier Lascaris (né vers 1174, empereur 1205, décédé 1222) avait réussi par le traité de Nymphaion à circonscrire les possessions latines en Asie mineure à l’angle nord-ouest de l’Anatolie. Il était également parvenu à endiguer l’expansion de l’empire de Trébizonde à l’ouest, à s’entendre avec les Turcs seldjoukides au sud-est et à mettre un terme aux tendances séparatistes de différents seigneurs qui avaient tenté de créer des mini-États comme Manuel Maurozomès dans la vallée du Méandre ou Sabas Asidénos à Sampson, près de Milet. Ses deux fils, Nicolas et Jean étant morts, Théodore ne laissait que des filles. Ignorant ses frères, c’est le mari de sa fille Irène, Jean Doukas Vatatzès, qu’il choisit comme successeur.
Furieux, deux des frères de Théodore, Isaac et Alexis, s’empressèrent de se rendre auprès du nouvel empereur latin de Constantinople pour les aider à chasser celui qui avait pris le titre de Jean III Doukas Vatatzès (né vers 1192, empereur 1221, décédé 1254). Le jeune empereur Robert de Courtenay y vit l’occasion de désenclaver les possessions latines en Asie mineure et lança une expédition qui fut anéantie par les forces de Jean III Vatatzès à Poimanéon, l’endroit même où vingt-deux ans auparavant son beau-père avait été défait par les Latins. Ces derniers furent forcés d’évacuer tous les territoires qu’ils possédaient encore en Anatolie alors que les deux frères étaient faits prisonniers.
À partir de l’Anatolie, Jean III Vatatzès, tantôt luttant contre les Bulgares, tantôt faisant alliance avec ceux-ci, combattit le despote d’Épire qui contestait le droit de Nicée à l’héritage de Byzance le revendiquant pour lui-même. Jean III Vatatzès parvint à étendre ses possessions en Europe et à prendre Constantinople en tenailles. Il créa ainsi les conditions qui permirent quelques années plus tard la reconquête de Constantinople et fit de l’empire de Nicée la plus forte puissance de la région après la mort du tsar bulgare Ivan Asên II.
Le règne de son fils, Théodore II Lascaris (né 1221, empereur 1254, décédé 1258) fut très bref et marqué moins par de nouvelles conquêtes territoriales que par le lustre intellectuel qu’il sut donner à l’empire. Élevé comme un « roi-philosophe », il laissa une abondante production littéraire, scientifique et théologique et fit en sorte que la renommée intellectuelle de Nicée puisse se comparer avantageusement à celui des plus beaux jours de Byzance. S’appuyant sur des conseillers d’humble origine, il s’aliéna l’aristocratie dont de nombreux membres (parmi lesquels le futur Michel (VIII) Paléologue) furent contraints à l’exil.
Quelques jours à peine après sa mort, les mécontents, à l’instigation de Michel Paléologue, se vengèrent en assassinant Georges Mouzalon, ami intime que Théodore II avait nommé régent pendant la minorité de son fils, Jean IV Lascaris (né 1250, empereur 1258, renversé 1261, décédé vers 1305). Michel fut nommé régent et mégaduc. Il fut couronné coempereur de même que son protégé, Jean IV, à Nymphaion au début 1259 au cours d’une cérémonie où lui-même et sa femme reçurent la couronne impériale alors que le jeune Jean IV devait se contenter d’un bonnet serti de perles. Jean IV fut rapidement mis de côté et, après la reconquête de Constantinople, fut aveuglé sur les ordres de Michel VIII le 25 décembre 1261, jour anniversaire de ses onze ans. Il fut alors relégué à la forteresse de Dakibyze sur la rive sud de la mer de Marmara ; le patriarche Arsène Autorianos excommunia Michel Paléologue pour son geste, ce qui lui valut d’être déposé. Nombreux cependant furent les Anatoliens qui restèrent fidèles à la dynastie des Laskaris; lorsque Andronic II Paléologue, successeur de Michel VIII, visita l’Asie mineure en 1284, il alla voir Jean dans son donjon pour demander pardon pour la conduite de son père.
La famille Laskaris conserva une certaine prééminence sous la dynastie des Paléologues et certains de ses membres occupèrent des postes importants comme Michel Lascaris, frère de Théodore Ier, qui demeura à la cour de Michel VIII et reçut le titre honorifique de megas doux. Leur influence diminua aux XIVe et XVe siècles. Si l’on trouve un Manuel Laskaris domestique des Scholes vers 1320 et un Alexis Laskaris qui fut megas hetaireiarches en 1369/70, mais on les trouve plus fréquemment dans l’administration civile comme gouverneurs de province, courtisans ou grands propriétaires terriens.

## Les Laskaris en Italie

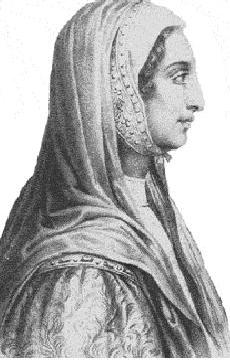
Beatrice Lascaris de Tende qui a inspiré l'œuvre de Vincenzo Bellini.

Plusieurs membres de la famille se dirigèrent vers l’Italie ou les territoires contrôlés par les républiques italiennes peu avant ou après la chute de Constantinople. Ainsi Jean Pegonites Lascaris fut un compositeur qui quitta Constantinople pour la Crête entre 1410 et 1420 où il ouvrit une école de musique pour jeunes gens. Les écrivains Constantin Laskaris et Jean Ryndakenos Laskaris s’établirent en Italie après la chute de Constantinople et firent partie des nombreux Byzantins qui contribuèrent à l’essor de la Renaissance.
Peu après la reconquête de Constantinople, Michel VIII Paléologue se hâta de marier les sœurs de Jean IV à des étrangers de façon que leurs descendants ne puissent prétendre au trône impérial. C’est ainsi que la jeune Eudoxie Lascaris fut mariée le 28 juillet 1261 à Guillaume-Pierre Ier de Vintimille (1257-1282), seigneur de Tende et de La Brigue (1253-1283) qui appartenait à la noblesse italienne. Il empruntera à sa femme son nom, créant ainsi la famille Lascaris de Vintimille. Eudoxie se serait retirée à la cour de Pierre III d’Aragon à la mort de son mari, avec ses filles Vatacia, Violante et Béatrice. Cette branche compte parmi ses membres de nombreux militaires, évêques et cardinaux catholiques, décorés de l'ordre du Saint-Esprit et de l'ordre de Saint-Louis, ainsi qu’un grand-maître de l'ordre de Saint-Jean de Jérusalem, Jean-Paul de Lascaris-Castellar. Les Lascaris de Tende régnèrent sur le comté de Tende (aujourd’hui en France, alors en Italie) jusqu’en 1501 lorsque la dernière du nom, Anne Lascaris, mariée à René de Savoie transféra le comté aux Savoie. La plus célèbre représentante de cette branche fut Béatrice Lascaris de Tende (vers 1372-1418), dont le destin tragique inspira l’opéra en deux actes de Bellini, Beatrice di Tenda.